# Élections législatives de 1914 dans la Vendée
 (mai 2021).
Si vous disposez d'ouvrages ou d'articles de référence ou si vous connaissez des sites web de qualité traitant du thème abordé ici, merci de compléter l'article en donnant les références utiles à sa vérifiabilité et en les liant à la section « Notes et références ».
Les élections législatives de 1914 ont eu lieu les 26 avril et 10 mai.

## Élus
|   | Circonscription          | Député élu               |  | Groupe parlementaire |
| - | ------------------------ | ------------------------ |  | -------------------- |
| 1 | 1re de Fontenay-le-Comte | Raymond de Fontaines     |  | Non-inscrits         |
| 2 | 2e de Fontenay-le-Comte  | Amans Adrien Périer      |  | PRRRS                |
| 3 | 1re de La-Roche-sur-Yon  | Victor Rochereau         |  | Action libérale      |
| 4 | 2e de La-Roche-sur-Yon   | Henri de Lavrignais      |  | Droites              |
| 5 | 1re des Sables-d'Olonne  | Raoul Pacaud             |  | Gauche radicale      |
| 6 | 2e des Sables-d'Olonne   | Armand de Baudry d'Asson |  | Droites              |

## Résultats à l'échelle du département
| Partis         | Partis                                           | Premier tour | Premier tour | Deuxième tour | Deuxième tour | Sièges |
| Partis         | Partis                                           | Voix         | %            | Voix          | %             | Sièges |
| -------------- | ------------------------------------------------ | ------------ | ------------ | ------------- | ------------- | ------ |
|                | Droite                                           | 35 273       | 31,90        |               |               | 3      |
|                | Parti républicain démocratique                   | 24 133       | 21,82        | 7 751         | 48,73         | 1      |
|                | Action libérale populaire                        | 19 110       | 17,28        |               |               | 1      |
|                | Radicaux indépendants                            | 15 181       | 13,73        | 0             |               |        |
|                | Républicains démocratiques                       | 8 412        | 7,61         | 0             |               |        |
|                | Parti républicain, radical et radical-socialiste | 7 257        | 6,56         | 8 139         | 51,17         | 1      |
|                | Section française de l'Internationale ouvrière   | 1 210        | 1,09         | 16            | 0,10          | 0      |
|                | Divers                                           | 10           | 0,01         |               |               | 0      |
|                |                                                  |              |              |               |               |        |
| Inscrits       | Inscrits                                         | 132 823      | 100,00       | 20 683        | 100,00        | 6      |
| Votants        | Votants                                          | 113 080      | 85,14        | 16 168        | 78,17         |        |
| Abstention     | Abstention                                       | 19 743       | 14,86        | 4 515         | 21,83         |        |
| Blancs et nuls | Blancs et nuls                                   | 2 494        | 2,21         | 262           | 1,62          |        |
| Exprimés       | Exprimés                                         | 110 586      | 97,79        | 15 906        | 98,38         |        |

## Résultats par arrondissement

### Arrondissement de Fontenay-le-Comte

#### 1recirconscription
| Candidats      | Candidats            | Étiquette      | Premier tour | Premier tour |
| Candidats      | Candidats            | Étiquette      | Voix         | %            |
| -------------- | -------------------- | -------------- | ------------ | ------------ |
|                | Raymond de Fontaines | ALP            | 10 852       | 54,79        |
|                | Veillat              | PRD            | 8 956        | 45,21        |
|                |                      |                |              |              |
| Inscrits       | Inscrits             | Inscrits       | 22 628       | 100,00       |
| Votants        | Votants              | Votants        | 20 138       | 89,00        |
| Abstention     | Abstention           | Abstention     | 2 490        | 11,00        |
| Blancs et nuls | Blancs et nuls       | Blancs et nuls | 330          | 1,64         |
| Exprimés       | Exprimés             | Exprimés       | 19 808       | 98,36        |

#### 2ecirconscription
| Candidats      | Candidats           | Étiquette      | Premier tour | Premier tour | Deuxième tour | Deuxième tour |
| Candidats      | Candidats           | Étiquette      | Voix         | %            | Voix          | %             |
| -------------- | ------------------- | -------------- | ------------ | ------------ | ------------- | ------------- |
|                | Amans Adrien Périer | PRRRS          | 7 257        | 47,22        | 8 139         | 51,17         |
|                | Parenteau           | PRD            | 6 902        | 44,91        | 7 751         | 48,73         |
|                | Costes              | SFIO           | 1 210        | 7,87         | 16            | 0,10          |
|                |                     |                |              |              |               |               |
| Inscrits       | Inscrits            | Inscrits       | 20 128       | 100,00       | 20 683        | 100,00        |
| Votants        | Votants             | Votants        | 16 147       | 80,22        | 16 168        | 78,17         |
| Abstention     | Abstention          | Abstention     | 4 071        | 20,23        | 4 515         | 21,83         |
| Blancs et nuls | Blancs et nuls      | Blancs et nuls | 778          | 4,82         | 262           | 1,62          |
| Exprimés       | Exprimés            | Exprimés       | 15 369       | 95,18        | 15 906        | 98,38         |

### Arrondissement de La-Roche-sur-Yon

#### 1recirconscription
| Candidats      | Candidats        | Étiquette           | Premier tour | Premier tour |
| Candidats      | Candidats        | Étiquette           | Voix         | %            |
| -------------- | ---------------- | ------------------- | ------------ | ------------ |
|                | Victor Rochereau | ALP                 | 9 559        | 51,75        |
|                | Daniel-Lacombe   | Radical indépendant | 8 903        | 48,20        |
|                | Maire            | Divers              | 10           | 0,05         |
|                |                  |                     |              |              |
| Inscrits       | Inscrits         | Inscrits            | 22 128       | 100,00       |
| Votants        | Votants          | Votants             | 18 901       | 85,42        |
| Abstention     | Abstention       | Abstention          | 3 227        | 14,58        |
| Blancs et nuls | Blancs et nuls   | Blancs et nuls      | 429          | 2,27         |
| Exprimés       | Exprimés         | Exprimés            | 18 472       | 97,73        |

#### 2ecirconscription
| Candidats      | Candidats           | Étiquette           | Premier tour | Premier tour |
| Candidats      | Candidats           | Étiquette           | Voix         | %            |
| -------------- | ------------------- | ------------------- | ------------ | ------------ |
|                | Henri de Lavrignais | Droite              | 15 478       | 71,14        |
|                | Roch                | Radical indépendant | 6 278        | 28,86        |
|                |                     |                     |              |              |
| Inscrits       | Inscrits            | Inscrits            | 26 479       | 100,00       |
| Votants        | Votants             | Votants             | 22 189       | 83,80        |
| Abstention     | Abstention          | Abstention          | 4 290        | 16,20        |
| Blancs et nuls | Blancs et nuls      | Blancs et nuls      | 433          | 1,95         |
| Exprimés       | Exprimés            | Exprimés            | 21 756       | 98,05        |

### Arrondissement des Sables-d'Olonne

#### 1recirconscription
| Candidats      | Candidats      | Étiquette      | Premier tour | Premier tour |
| Candidats      | Candidats      | Étiquette      | Voix         | %            |
| -------------- | -------------- | -------------- | ------------ | ------------ |
|                | Raoul Pacaud   | PRD            | 8 275        | 50,05        |
|                | Bazire         | ALP            | 8 258        | 49,95        |
|                |                |                |              |              |
| Inscrits       | Inscrits       | Inscrits       | 19 210       | 100,00       |
| Votants        | Votants        | Votants        | 16 765       | 87,27        |
| Abstention     | Abstention     | Abstention     | 2 445        | 12,73        |
| Blancs et nuls | Blancs et nuls | Blancs et nuls | 232          | 1,38         |
| Exprimés       | Exprimés       | Exprimés       | 16 533       | 98,62        |

#### 2ecirconscription
| Candidats      | Candidats                | Étiquette                | Premier tour | Premier tour |
| Candidats      | Candidats                | Étiquette                | Voix         | %            |
| -------------- | ------------------------ | ------------------------ | ------------ | ------------ |
|                | Armand de Baudry d'Asson | Droite                   | 10 236       | 54,89        |
|                | Noulleau                 | Républicain démocratique | 8 412        | 45,11        |
|                |                          |                          |              |              |
| Inscrits       | Inscrits                 | Inscrits                 | 22 160       | 100,00       |
| Votants        | Votants                  | Votants                  | 18 940       | 85,47        |
| Abstention     | Abstention               | Abstention               | 3 221        | 14,53        |
| Blancs et nuls | Blancs et nuls           | Blancs et nuls           | 292          | 1,54         |
| Exprimés       | Exprimés                 | Exprimés                 | 18 648       | 98,46        |